# Truyền hình vệ tinh
Truyền hình vệ tinh là dịch vụ phát sóng chương trình ti vi bằng cách chuyển tiếp tín hiệu từ vệ tinh xoay quanh Trái Đất tới địa điểm của khán giả. Tín hiệu được truyền qua một ăng-ten chảo ngoài trời (ăng-ten vệ tinh).

## Hình ảnh

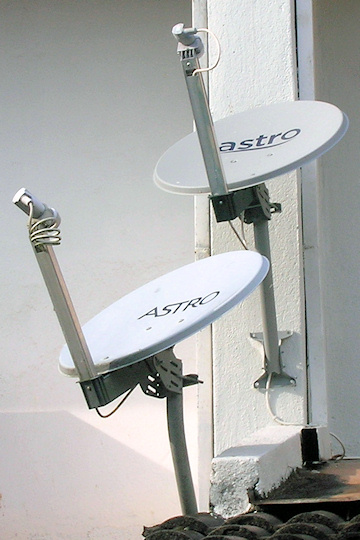

## Lịch sử
Khai sơ
Năm 1945, nhà văn khoa học viễn tưởng người Anh Arthur C. Clarke đã đề xuất một hệ thống thông tin liên lạc toàn cầu có thể hoạt động bằng ba vệ tinh cách đều nhau trên quỹ đạo Trái Đất. Điều này đã được xuất bản trong số tháng 10 năm 1945 của tạp chí Thế giới không dây và đã giành được huy chương Stuart Ballantine của Viện Franklin năm 1963.
Các tín hiệu truyền hình vệ tinh công cộng đầu tiên từ châu Âu đến Bắc Mỹ được truyền qua vệ tinh Telstar trên Đại Tây Dương vào ngày 23 tháng 7 năm 1962, mặc dù một buổi phát sóng thử nghiệm đã diễn ra gần hai tuần trước vào ngày 11 tháng 7.Các tín hiệu đã được nhận và phát ở các nước Bắc Mỹ và Châu Âu và được theo dõi bởi hơn 100 triệu. Ra mắt vào năm 1962, vệ tinh Relay 1 là vệ tinh đầu tiên truyền tín hiệu truyền hình từ Mỹ đến Nhật Bản.Vệ tinh truyền thông không đồng bộ địa lý đầu tiên, Syncom 2, được phóng vào ngày 26 tháng 7 năm 1963.

## Tại Việt Nam

### Tần số TP truyền dẫn các kênh truyền hình trên vệ tinh Vinasat 1  Vinasat 2[4]và Apstar 6C[5]tại Việt Nam
| Tần số TP     | Băng tần | Đơn vị chủ quản               |
| ------------- | -------- | ----------------------------- |
| 3413 V 9766   | C        | VTV (cũ)                      |
| 3418 H 19200  | C        | VTV (Apstar 6C)               |
| 3460 V 19200  | C        | VTV (cũ)                      |
| 3433 V 14800  | C        | HTVC (cũ)                     |
| 3475 V 3000   | C        | VTV (feed)                    |
| 3478 V 4800   | C        | VTV (cũ)                      |
| 3480 V 3000   | C        | NETVIET - VTC (cũ)            |
| 3544 V 1600   | C        | NCM (AVG) (cũ)                |
| 3547 V 2000   | C        | HTV7 (cũ) HTV9 (cũ)           |
| 3516 V 6111   | C        | VTV (feed cũ)                 |
| 3549 V 2500   | C        | VOV                           |
| 3558 V 2500   | C        | VOV (cũ)                      |
| 3560 V 1510   | C        | VOH (cũ)                      |
| 3572 V 8000   | C        | VTV (cũ)                      |
| 3594 V 14400  | C        | VTV (cũ)                      |
| 10968 H 28800 | Ku       | VTC                           |
| 10968 H 17500 | Ku       | VTC (cũ)                      |
| 11008 H 28800 | Ku       | VTC                           |
| 11085 H 24000 | Ku       | AVG (cũ)                      |
| 11088 V 28800 | Ku       | HTV                           |
| 11090 H 28125 | Ku       | HTVC (cũ)                     |
| 11116 H 6665  | Ku       | HTVC (cũ)                     |
| 11119 V 14400 | Ku       | HTVC (cũ)                     |
| 11121 H 13333 | Ku       | HTVC (cũ)                     |
| 11135 H 9600  | Ku       | VTC (cũ)                      |
| 11472 H 23200 | Ku       | VTC                           |
| 11222 V 30000 | Ku       | AVG                           |
| 11262 V 30000 | Ku       | AVG (cũ)                      |
| 11293 V 15000 | Ku       | AVG                           |
| 11549 H 28500 | Ku       | VSTV (cũ)                     |
| 11549 H 28600 | Ku       | HTV? (Cũ)                     |
| 11549 V 28800 | Ku       | VSTV (cũ)                     |
| 11549 H 28490 | Ku       | VCTV (cũ)                     |
| 11589 H 28800 | Ku       | VSTV                          |
| 11590 H 28800 | Ku       | VCTV/VSTV (cũ)                |
| 11629 H 28800 | Ku       | VSTV (cũ)                     |
| 11048 H 28800 | Ku       | VSTV (cũ)                     |
| 11168 H 28800 | Ku       | VCTV/VSTV (cũ)                |
| 11549 H 30000 | Ku       | VSTV                          |
| 11629 H 30000 | Ku       | VSTV                          |
| 11669 H 30000 | Ku       | VSTV (old)                    |
| 11669 H 7500  | Ku       | VSTV                          |
| 11050 V 30000 | Ku       | CTH (Thailand - đã dừng phát) |
| 11167 V 30000 | Ku       | CTH (Thailand - đã dừng phát) |
| 11550 V 30000 | Ku       | CTH (Thailand - đã dừng phát) |
| 11590 V 30000 | Ku       | CTH (Thailand - đã dừng phát) |
| 11630 V 30000 | Ku       | CTH (Thailand - đã dừng phát) |
| 11670 V 30000 | Ku       | CTH (Thailand - đã dừng phát) |
| 11517 H 4700  | Ku       | BBTV CH7 (?)                  |
| 10842 V 30000 | Cambodia |                               |